# 17 de novembre
El 17 de novembre o 17 de santandria és el tres-cents vint-i-unè dia de l'any del calendari gregorià i el tres-cents vint-i-dosè en els anys de traspàs. Queden 44 dies per finalitzar l'any.

## Esdeveniments
Països Catalans
- 1708 - Dénia (la Marina Alta): les tropes filipistes ocupen la vila (guerra de Successió).
- 1719 - Roses (Alt Empordà): l'exèrcit francès aixeca el Setge de Roses que havia començat el 22 d'octubre durant la Guerra de la Quàdruple Aliança.
- 1794 - Figueres (Alt Empordà): durant la Guerra Gran, l'exèrcit francès derrota l'espanyol a Mont-roig, fet que els permet ocupar la ciutat.
- 1974 - Monestir de Montserrat (Monistrol de Montserrat, el Bages): activistes catalanistes encapçalats per Jordi Pujol hi funden Convergència Democràtica de Catalunya.
- 2008 - Ja són 151 les lleis que obliguen a etiquetar en castellà enfront de només una que ho fa pel català. [2][3]

Resta del món
- 1869 - París (França): es publica L'educació sentimental, novel·la de Gustave Flaubert.
- 1869 - Port Saïd: s'inaugura oficialment el Canal de Suez.
- 1873 - Budapest (Hongria): unint Buda, Óbuda i Pest, hom funda la ciutat, la qual esdevé la capital del país.
- 1950, Tibet: Després de l'ocupació del Tibet per part de la República Popular Xina, Tenzin Gyatso, 14è dalai-lama del Tibet assumeix el ple poder polític del seu país.
- 1983 - Chiapas (Mèxic): fundació de l'Exèrcit Zapatista d'Alliberament Nacional.
- 1989 - Revolució de Vellut a Txecoslovàquia.
- 1993 - Sud-àfrica: la signatura d'una Constitució provisional al país posa fi al sistema de l'apartheid.
- 2004 - Rosario (l'Argentina): amb participació catalana comença el I Congrés de les Llengües, crític amb el III Congrés Internacional de la Llengua Espanyola, que s'hi celebra per aquestes dates fins al dia 20.
- 2006 - Llançament de la consola PlayStation 3 a l'Amèrica del Nord, Hong Kong i Taiwan.[4]

## Naixements
Països Catalans
- 1836, Sant Celoni: Pau Alguersuari i Pascual, industrial, teòric tèxtil i inventor català.
- 1865, Barcelona, Barcelonès: Josefa Teixidor i Torres, pintora catalana (m. 1914).[5]
- 1908, València: Manuela Ballester Vilaseca, pintora, il·lustradora, cartellista, escriptora, editora i poeta (m. 1994).[6]
- 1922, Barcelona: Esteve Polls i Condom, actor i director teatral (m. 2016).[7]
- 1923, Barcelona, Barcelonès: Pau Porta Bussoms, advocat, esportista, i dirigent esportiu català (m. 2009).
- 1925, Palafrugell: Enriqueta Batllem, cantant i actriu catalana.
- 1931, Barcelona, Barcelonès: Leopold Pomés i Campello, artista català, director de cinema, restaurador, principalment conegut per la seva activitat de fotògraf i publicista (m. 2019).
- 1945, 
  - Barcelona: Jaume Fuster, escriptor, assagista i traductor català (m. 1998).
  - Barcelona: Immaculada Socias Batet, historiadora de l'art i professora a la Universitat de Barcelona.

- 1952, Barcelona: Nani Marquina, dissenyadora industrial i empresària catalana.[8]

Resta del món
- 9, Roma: Vespasià, emperador romà.
- 1755, Palau de Versalles, Regne de França: Lluís XVIII de França, rei de França i Navarra, titular entre 1795 i 1814, i efectiu des de 1814 fins a 1824 (m. 1824).
- 1790, Schulpforta, Saxònia: August Ferdinand Möbius, matemàtic i astrònom teòric alemany (m. 1868).
- 1816, Mýto (República Txeca): August Wilhelm Ambros, compositor, musicòleg i crític musical austríac (m. 1876).[9]
- 1857, Estocolm: Eva Bonnier, pintora i filantropa sueca.[10]
- 1866, Tucumánː Lola Mora, destacada escultora de l'Argentina (m.1936).[11]
- 1869, Pest, Hongria: Hugó Ignotus, poeta, assagista i crític literari hongarès (m. 1949).[12]
- 1879, Rosario, Santa Fe: Amanda Campodónico, cantant d'òpera argentina.[13]
- 1882, Amiens: Germaine Dulac, directora de cinema, realitzadora, productora i guionista francesa (m. 1942).[14]
- 1886, Madrid: Elena Fortún, escriptora espanyola dedicada a la literatura infantil i juvenil, creadora del personatge de Celia.
- 1887, Kennington, Surrey (Anglaterra): Bernard Law Montgomery, primer vescomte d'el Alamein, militar britànic, que va destacar durant la Segona Guerra Mundial (m. 1976).[15]
- 1896 - Orsha, Belarús: Lev Vygotski, pedagog i psicòleg (m. 1934).
- 1901, Ucraïna: Lee Strasberg, actor estatunidenc.
- 1902, Budapest, Imperi Austrohongarès: Eugene Paul Wigner, físic i matemàtic, Premi Nobel de Física de 1963 (m. 1995).
- 1905, Estocolm: Àstrid de Suècia, princesa de Suècia esdevingué reina dels belgues.
- 1910, Fortaleza, Brasil: Rachel de Queiroz, prosista, dramaturga, traductora i periodista brasilera, primera dona a rebre el Premi Luís de Camões (m. 2003).
- 1922, Nova York, EUA: Stanley Cohen, bioquímic nord-americà, Premi Nobel de Medicina o Fisiologia de l'any 1986 (m. 2020).
- 1923, New Kensington, Pennsilvània (EUA): Ruth Bleier, neurofisiòloga nord-americana, estudiosa dels biaixos de gènere en biologia (m. 1988).[16]
- 1924, Dnepropetrovsk, República Socialista Soviètica d'Ucraïna: Leonid Borisóvitx Kogan, violinista soviètic (m. 1982).
- 1925,
  - Schenectady, Nova York: Charles MacKerras, director d'orquestra australià (m. 2010).
  - Winnetka, Illinois, Estats Units: Rock Hudson, actor de cinema estatunidenc, famós pels seus papers de galant (m. 1985).
- 1930, Fort Thompson, Dakota del Sud: Elizabeth Cook-Lynn, editora, assagista, poeta, novel·lista i acadèmica lakota Crow Creek.[17]
- 1940, Rio de Janeiro, Brasil: Iranette Ferreira Barcellos, cantant de samba i actriu brasilera.[18]
- 1943, Charleston, Estats Units: Lauren Hutton, actriu estatunidenca.
- 1944:
  - Neptune Township, Nova Jersey, Estats Units: Danny DeVito, actor, director, i productor estatunidenc.
  - Praga, Txecoslovàquia: Jiřina Čermáková, jugadora d'hoquei sobre herba txecoslovaca (m. 2019).
- 1955, Bridgend, Gal·les: Amanda Levete, arquitecta gal·lesa.
- 1964, Rosario, Argentina: Nicola Costantino, artista contemporània argentina.
- 1966:
  - París, França: Sophie Marceau, actriu, directora de cinema i escriptora cinematogràfica francesa.
  - Bethesda, Estats Units: Ed Brubaker, guionista estatunidenc.
  - Anaheim, Estats Units: Jeff Buckley, cantautor estatunidenc (m. 1997).
- 1967, Jaén, Espanya: Francesca Garcia Almagro, historiadora espanyola.
- 1978, London, Canadà: Rachel McAdams, actriu de cinema i televisió canadenca.
- 1985:
  - Cuiabá, Brasil: Edivaldo Hermoza, futbolista brasiler.
  - Porto Alegre, Brasil: Gabi Garcia, lluitadora d'arts marcials mixtes brasilera.
- 1990, Los Realejos, Espanya: Elisabeth Chávez, jugadora d'handbol espanyola.[19]

## Necrològiques
Països Catalans
- 1909 - Barcelona: Antonia Gili i Güell, poetessa catalana (n. 1856).[20]
- 1945 - Caldes de Montbui (Vallès Occidental, Catalunya): Manuel Martínez Hugué, escultor, pintor i dissenyador de joies (n. 1872).
- 1957 - Barcelona: Joaquim Serra, compositor, amb moltes sardanes considerades de gran qualitat (n. 1907).
- 1982 - Barcelona: Hermínia Grau Aymà, historiadora i traductora catalana (n.1897).[21]
- 2007 - Barcelona: Gregorio López Raimundo, polític d'esquerres català d'origen aragonès (n. 1914).
- 2011 - Barcelona (Catalunya): Enric Garriga i Trullols, activista català i occitanista (n. 1926).

Resta del món
- 1231 - Marburg, Hessen: Elisabet d'Hongria, princesa hongaresa, venerada com a santa per l'Església catòlica i l'anglicanisme.
- 1494 - Ferrara, Itàlia: Pico della Mirandola, humanista i pensador italià (n. 1463).
- 1558 - Londres, Anglaterra: Maria I d'Anglaterra, Maria Tudor, reina d'Anglaterra i Irlanda (n. 1516).[22]
- 1796 - Sant Petersburg, Rússia: Caterina II de Rússia, anomenada la Gran, princesa alemanya que esdevingué tsarina de Rússia.
- 1816 - Kassel, Alemanya: Dorothea Viehmann, contista alemanya que forní molts contes als germans Grimm (m. 1816).[23]
- 1888 - Florència: Dora d'Ístria, intel·lectual, feminista i escriptora romanesa (m. 1828).[24]
- 1913 - Londres: Mathilde Marchesi, mezzosoprano i professora de cant alemanya.[25]
- 1917 - París: Auguste Rodin, escultor francès (n. 1840).
- 1929 - Washington DC (EUA): Herman Hollerith, estadístic que va inventar la màquina tabuladora amb targetes perforades (n. 1860).
- 1959 - Rio de Janeiro, Brasil: Heitor Villa-Lobos, compositor brasiler (n. 1887).[26]
- 1990 - Stanford, Califòrnia (EUA): Robert Hofstadter, físic estatunidenc, Premi Nobel de Física de l'any 1961 (n. 1915).
- 2000 - Brive-Corrèze (França): Louis Eugène Félix Néel, físic francès, Premi Nobel de Física de l'any 1970 (n. 1904).
- 2006 - Budapest, (Hongria): Ferenc Puskás, futbolista hongarès (n. 1927).
- 2010 - París (França): Isabelle Caro, model i actriu francesa, que emmalaltí d'anorèxia (n. 1980).
- 2013 - Londres: Doris Lessing, escriptora i feminista britànica (n. 1919).[27]
- 2019 - Praga: Jiřina Čermáková, jugadora d'hoquei sobre herba (n. 1944).

## Festes i commemoracions
- Santoral: sants Elisabet d'Hongria, reina; Gregori Taumaturg, bisbe; Iscle de Còrdova i Victòria de Còrdova, màrtirs; Eugeni ardiaca; Gregori de Tours, bisbe; Llàtzer de Constantinoble, monjo; Hug de Lincoln, bisbe; Juan del Castillo, màrtir; beata Salomé de Galítsia, reina; beat Joan Agustí, dominic.